# 杭灰大理石
杭灰大理石属大理石的一种，主产地为中国浙江省杭州市，因其底色为灰色，故称为杭灰，矿层产于中生界石炭系中石炭统黄龙组的缝合线灰岩层。中华人民共和国国家标准《天然石材统一编号》（GB/T 17670-2008）的编号为M3301，英文名为。

## 特征
杭灰大理石的石板板面底色为灰色，典型特征是其浓云状色斑（俗称「葡萄状花斑」），只有产出于该岩层中部约5.7米的具有典型的色斑，上下部分则仅偶有或完全无此色斑，其加工成的大理石并非典型的「杭灰」。
岩层中的方解石脉在板材上形成花纹，俗称为「筋线」，根据其筋线颜色又可分为红筋杭灰和白筋杭灰。
杭灰大理石没有放射性伴生矿，用作建筑材料不会引起环境放射性水平的上升。

## 产地
杭灰大理石产于杭州西湖区的石龙山，富阳区的石青坑、仙人洞边山和大山顶等地。

## 成分
杭灰大理石矿物成分单一，为细粉晶粒级方解石，主要化学成分是氧化钙（约占55%），另有少量其它成分。

## 使用
毛主席纪念堂北大厅的部分地面使用杭灰大理石铺设，建设时杭州和上海均坚持要求使用自己本地出产的石材，后来两地各采用了一部分。